# Dun (fleuve)
Pour les articles homonymes, voir Dun.
Le Dun est un fleuve côtier de Normandie qui déroule son cours dans le département de Seine-Maritime. Sa vallée, fortement urbanisée, est marquée par l'activité linière et la présence de nombreuses constructions en grès.

## Géographie
Le Dun prend sa source à Crasville-la-Rocquefort et se jette dans la Manche à Saint-Aubin-sur-Mer après un parcours de 12,8 kilomètres, orienté d'abord sud-ouest/nord-est, puis sud-est/nord-est.
Le cours d'eau était resté à sec depuis de nombreuses années, ne se remplissant que lors des fortes pluies, mais depuis l'hiver 1999-2000, il s'est remis à couler sans discontinuer. Le débit actuel s'avère très faible (0,3 m³/s au Bourg-Dun, environ 0,45 m³/s à l'exutoire), son véritable bassin versant étant d'une superficie inférieure à celle de son bassin versant superficiel déjà étroit (93 km²), une partie des eaux est captée par la Veules. Malgré ces chiffres modestes, le régime du Dun peut être considéré de type torrentiel, avec risque de crues fréquentes, car la tête du bassin versant est soumise à de brusques arrivées d'eaux pluviales provenant de quatre vallées sèches situées en amont, voire d'autres de moindre importance suivant le cours du fleuve entre Saint-Pierre-le-Viger et l'embouchure.
Le Dun possède deux affluents en rive gauche :
- la Dunette, long d'à peine un kilomètre, qui conflue à Englesqueville, hameau du Bourg-Dun.
- le ru de Bourval.

Le Dun arrose Fontaine-le-Dun, Saint-Pierre-le-Viger, La Gaillarde, Saint-Pierre-le-Vieux, Le Bourg-Dun. Ces petites agglomérations sont associées dans la communauté de communes Entre mer et lin.

## La vallée du Dun
La vallée du Dun est fortement marquée par l'activité linière ainsi que le suggère la présence de nombreuses maisons de tisserands (le pays de Caux est le premier producteur de lin-fibre d'Europe). À Saint-Pierre-le-Viger, une entreprise de fibres et semences de lin, issue de la fusion de quatre coopératives, fédère 650 coopérateurs qui cultivent environ 25 000 hectares de cette plante et vend ses productions dans le monde entier (jusqu'en Chine). La forte activité de la vallée se manifeste tout particulièrement entre cette dernière commune et Saint-Pierre-le-Vieux, les rives du cours d'eau étant suivies par deux files quasi ininterrompues d'habitations.
Le grès est omniprésent dans les constructions qui s'offrent au regard lorsque l'on parcourt la vallée. Cette roche sédimentaire peut être utilisée seule pour les calvaires, les chapelles et les églises ou seulement pour les soubassements et les encadrements de fenêtres; ainsi associée à des matériaux locaux (silex, brique, colombages), elle offre des beaux exemples de polychromie (pigeonniers, manoirs). L'histoire est fortement présente dans cette courte vallée marquée par la présence de trois châteaux: 
- le château de Crasville-la-Rocquefort, édifié sous le règne d'Henri IV, en briques et grès, à proximité d'une forteresse dont une motte féodale encore visible demeure le témoin.
- le château d'Herbouville à Saint-Pierre-le-Vieux, construit sous Louis XIII.
- le château de Saint-Aubin-sur-Mer qui a remplacé, sous le pouvoir de Louis XIV, une maison forte défendant l'accès de la vallée du Dun.